# Certezza del diritto
La certezza del diritto è il principio in base al quale il diritto deve ricevere una applicazione prevedibile.

## Profilo sanzionatorio
A fronte di una violazione di una norma deve seguire l'applicazione della sanzione che la norma stessa ha stabilito per la sua violazione.
In ambito penale, sono pertanto necessari: imperatività e coattività del diritto attraverso norme non prive di un sistema sanzionatorio (che non è oggetto di interpretazione, ma applicabile solo laddove esplicitamente previsto), certezza dell'avvio e conclusione dell'azione giudicante entro un termine inferiore a quelli di prescrizione dei reati, certezza dell'esecuzione della pena detentiva (non sostituibile con una sanzione pecuniaria, con un ricorso specifico e circoscritto agli sconti di pena e alle cosiddette pene alternative). Indulto, Condono e Amnistia sono istituti giuridici in contrasto col principio della certezza del diritto e della certezza della pena.

## Profilo della tecnica di redazione della norma
Il principio della certezza del diritto, in realtà, ha sempre avuto un forte contenuto retorico: il diritto è strutturalmente incerto in quanto, di un testo scritto, ben raramente sono possibili interpretazioni univoche; la stessa sociologia giuridica chiaramente evidenzia come i conflitti interpretativi rappresentano quanto di più comune è possibile trovare nel mondo del diritto, dato che ad es. si va di fronte al giudice quotidianamente proprio per avere una pronuncia che dirima un caso dubbio.
La certezza del diritto, pertanto, potrà essere un principio reale ed effettivo solo in quei settori giuridici che non risultino particolarmente controversi; ove controversie ci siano, la certezza del diritto potrà essere un obiettivo cui tendere, ma non un risultato raggiunto. Per converso, chi contesta la natura iniziatica della competenza giuridica lamenta proprio la difficoltà della legge di regolare in modo prevedibile i rapporti umani, al fine di non trasformare la discrezionalità del giudice in vero e proprio arbitrio.

## Profilo dell'intangibilità del giudicato
Per la Corte europea dei diritti umani, lo Stato di diritto presuppone il rispetto del principio della definitività dei giudizi.